# ميرا كرافت
ميرا كرافت (بالإنجليزية: Myra Kraft)‏ هي سيدة أعمال أمريكية، ولدت في 27 ديسمبر 1942 في ورسستر في الولايات المتحدة، وتوفيت في 20 يوليو 2011 في بروكلين في الولايات المتحدة بسبب سرطان.